# عبدالرحمن البزاز
عبدالرحمن البزاز (انگلیسی: Abd al-Rahman al-Bazzaz؛ ۲۰ فوریهٔ ۱۹۱۳ – ۲۸ ژوئن ۱۹۷۳) یک سیاست‌مدار اهل عراق با اصالت کُرد اهل موصل بود.